# Enzo Boschi
Pour les articles homonymes, voir Boschi.
Enzo Boschi (né le 27 février 1942 à Arezzo et mort le 21 décembre 2018 à Bologne) est un géophysicien italien, président fondateur de l'Istituto Nazionale di Geofisica e Vulcanologia.

## Biographie
Enzo Boschi a étudié la physique à l'Université de Bologne, à Cambridge, au CNRS, au California Institute of Technology et à Harvard. En 1975, Boschi est devenu professeur ordinaire de sismologie à Bologne,.
En 1982, il devient membre de l'Accademia Nazionale dei Lincei et en 1992 de l'Academia Europaea, ainsi que Fellow de l'American Geophysical Union en 1991 et de l'American Association for the Advancement of Science en 2002. En 1981, Boschi a reçu le prix Antonio-Feltrinelli. Il est titulaire de l'Ordre du mérite de la République italienne (Grand Officier 1991, Grand-Croix 2006).
Après le séisme du 6 avril 2009 à L'Aquila, Boschi a déclaré que son institut avait établi une carte des risques pour l'aléa sismique ; cependant, les responsables n’ont pas agi. Un tribunal l'a condamné ainsi que d'autres membres d'une commission d'experts en 2012 à six ans de prison pour homicide par négligence. Cependant, en 2015 en dernière instance, il est acquitté avec les autres scientifiques,. 
Après les séismes dans le centre de l'Italie de 2016, Boschi a déclaré : « En Italie, la construction ne se fait de manière responsable qu'après un tremblement de terre ».